# رین‌ساترواده
رین‌ساترواده (به هلندی: Rijnsaterwoude) یک منطقهٔ مسکونی در هلند است که در کاخ ان‌براسم واقع شده‌است. رین‌ساترواده ۱٬۲۸۰ نفر جمعیت دارد.